# (4617) Zadunaisky
(4617) Zadunaisky est un astéroïde de la ceinture principale.

## Description
(4617) Zadunaisky est un astéroïde de la ceinture principale. Il fut découvert le 22 février 1976 à El Leoncito par l'Observatoire Félix-Aguilar. Il présente une orbite caractérisée par un demi-grand axe de 3,21 UA, une excentricité de 0,07 et une inclinaison de 18,7° par rapport à l'écliptique.

## Compléments